# 凱倫·布萊克
凱倫·布朗什·齊格勒（英語：Karen Blanche Ziegler，1939年7月1日至2013年8月8日）又被稱作凱倫·布萊克（Karen Black），是一位著名美國女演員、編劇、歌手和詞曲作者。他曾經出演過如《逍遙騎士》（1969年）、《五支歌》（1970年）、《大亨小傳》、《犀牛》（1974年）、《國際機場》（1974年）、《蝗蟲之月》（1975年）和《納什維爾》（1975年），而亞佛烈德·希區考克於1976年推出的最後一部電影《大巧局》亦邀請她參與演出。在她職業生涯中，總共贏得2次金球獎（共計3次提名）以及1971年的奧斯卡金像獎最佳女配角獎提名。

## 演出
- 《逍遙騎士》（1969年）
- 《五支歌（英语：Five Easy Pieces）》（1970年）
- 《大亨小傳》
- 《犀牛（英语：Rhinoceros (film)）》（1974年）
- 《國際機場》（1974年）
- 《蝗蟲之月（英语：The Day of the Locust）》（1975年）
- 《納什維爾》（1975年）
- 《大巧局》

## 外部連結
- （英文） Karen Black（页面存档备份，存于）
- （英文） Karen Black（页面存档备份，存于）
- （英文） Karen Black
- （英文） Karen Black（页面存档备份，存于）
- （英文） Black, Karen 1942-（页面存档备份，存于）
- （英文） Episode 57 - Karen Black
- （英文） karen black（页面存档备份，存于）